# Wojna Aten przeciwko Samos
Wojna Aten przeciwko Samos – konflikt w latach 440–439 p.n.e. początkowo wybuchł lokalnie między Samos a Miletem o Priene, do którego następnie wskutek nieudanego arbitrażu przyłączyły się Ateny, występując przeciwko Samos oraz sojusznicy Samos – Sardes i Persowie, walcząc przeciwko Atenom.
Po zawarciu pokoju na okres 30 lat, kończącym wojnę peloponeską, Ateny uwikłały się w spór, który toczyły Samos i Milet o Priene. Samos początkowo zdobyła przewagę w konflikcie, więc Milet, który uzyskał poparcie opozycji władz Samos, zwrócił się do Aten o arbitraż. Interwencja Aten zakończyła się wejściem na Samos, ulokowaniem na nim wojsk w nowo zbudowanym garnizonie, wzięciem zakładników i ustanowieniem demokracji. W odzyskaniu władzy nad miastem Samijczyków wsparł satrapa Sardes – Pisuthnes. W tymże czasie spod władzy Aten wyszło Byzantion i przyłączyło się do Samos. W odwecie Ateńczycy zmobilizowali flotę, którą dowodził Perykles. Na Samos wysłano wpierw 60 okrętów, następnie jeszcze 40 okrętów ateńskich i 25 z Chios i Lesbos. Pierwsza faza wojny zakończyła się udanym desantem na wyspie i oblężeniem miasta.
Do wojny po stronie Samos przyłączyli się Persowie, kierując na Samos flotę fenicką. Na wieść o tym Perykles z częścią swojej floty popłynął naprzeciw, w tym czasie Samijczycy odzyskali na krótko swoje wybrzeże, pokonując pozostawioną przy nim część floty ateńskiej. Kontrola na morzu została utracona po powrocie Peryklesa z posiłkami. Po ponownym oblężeniu, które trwało dziewięć miesięcy, Samos się poddała.
Wskutek wojny Samos musiała rozebrać część murów miejskich, przekazać zwycięzcom okręty i wypłacić sumę (według tekstów źródłowych) 1200 talentów. Prawdopodobnie Ateńczycy przywrócili na Samos demokrację.